# Vildmanden
Vildmanden er en dansk stum komediefilm fra 1908 produceret af Nordisk Films Kompagni og instrueret af Viggo Larsen.

## Medvirkende
- Viggo Lindstrøm som Vildmanden fra Borneo
- Lauritz Olsen som tjener
- Oscar Stribolt som tjener
- Viggo Larsen
- Victor Fabian
- Gustav Lund